# Talbot Matra Rancho
Автомобиль Talbot Matra Rancho AS, выпущенный автомобильным отделением аэрокосмической фирмы Matra, впервые был показан публике в 1977 году. В 1981 году появилась версия с открытым верхом.
Автомобиль был спроектирован на базе модели Simca 1100, выпускавшейся с 1967 года.
Этот переднеприводной туристический автомобиль имел трёхдверный пятиместный стеклопластиковый кузов универсал. Объём кузова 1005 дм³, со сложенным задним сиденьем — 2200 дм³.
За время своего выпуска Talbot Matra Rancho был представлен в нескольких модификациях. Помимо базовой модели Rancho С, завод Matra производил версию Raid Grand, отличавшуюся такими внедорожными опциями, как блокировка дифференциала, лебёдка, смонтированная на переднем бампере, и запасное колесо, закреплённое на крыше. Топовую модификацию с легкосплавными дисками, кузовом в цвете металлик и улучшенной обивкой салона предлагали под маркой Rancho Х. А коммерческая версия, без задних сидений (что освобождало покупку от французского налога) продавалась как Talbot Matra Rancho AS.
Четырёхцилиндровый рядный двигатель располагается поперечно и наклонён под углом 41° ; его мощность 59 кВт (80 л.с.), при 5600 об/мин. Диаметр цилиндра 76,7 мм, ход поршня 78 мм, рабочий объём 1442 см³. Масса в снаряжённом состоянии 1130 кг. Скорость 145 км/ч.

### В кинематографе
В фильме "Бум" (1980 г.) родители Вик владеют Talbot Matra Rancho